# II. Pipin aquitániai király
II. Pipin, más írásmóddal Pippin (823 – Senlis, 864 után), aquitániai király 845-től 852-ig, mint Kopasz Károly Nyugati Frank Királyságának részuralkodója.

## Élete, uralkodása
I. Pipin aquitániai király fiaként és Jámbor Lajos unokájaként született. 845 körül lépett Aquitánia trónjára, miután 844. június 14-én az angoumois-i csatában legyőzte II. Károly nyugati frank királyt, aki kárpótlásul a tartomány északi részén fekvő Poitiers grófságot kapta meg. A Pipin uralmával elégedetlen akvitánok (akiket valószínűleg az háborított fel, hogy Pipin jóformán semmit nem tett a földeket feldúló és tömegeket lemészárló vikingek ellen) azonban visszahívták Károlyt, és ő lassanként előrenyomult Aquitániában. Pipin II. Sancho baszk herceghez menekült, de 852-ben kiadták Károlynak, fejére tonzúrát nyírtak, és kolostorba zárták. 854-ben megszökött és új harcba kezdett, de 859-től maradék aquitániai hívei is elpártoltak tőle. Kóborolni kezdett, időnként viking rablókhoz csatlakozott, és egy ilyen bandával 864-ben megtámadta Toulouse-t. Nemsokára újra elfogták, és senlis-i rabságában meghalt.